# Hasemania hanseni
Hasemania hanseni é uma espécie de tetra endêmica do Brasil, restrita à drenagem do rio Paranaíba, na bacia do alto rio Paraná.

## Ameaças
Não foram detectadas ameaças significativas que coloquem em risco sua população.